# Lambert I de Lovaina
Lambert I dit el Barbut, nascut al voltant de 950, mort el 12 de setembre de 1015 a Florennes, fou comte de Lovaina des de 988 a 1015 i comte de Brussel·les des 994 a 1015. Era el fill de Renyer III, comte d'Hainaut.
Era encara un adolescent quan, el 958, es va haver de refugiar a la cort de França amb la seva família quan el seu pare va ser exiliat a Bohèmia per l'arquebisbe Bruno de Colònia. El 973, el seu germà Renyer va atacar els comtes Renald de Mons i Garnier de Valenciennes, a qui havia sigut confiat l'Hainaut Els va matar a Péronne i començar a ocupar l'Hainaut, però va ser rebutjat per l'emperador Otó II. El 976, els germans van intentar una altra expedició que va acabar en una derrota prop de Mons el 19 d'abril de 976. Però l'emperador es va veure forçat a fer concessions i va donar a Renyer una part de l'Hainaut amb capital a Mons i a Lambert el comtat de Lovaina. Aquests dos comtats derivaven del comtat anterior del seu pare.
Lambert es va casar amb Gerberga, filla del carolingi Carles, duc de la Baixa Lorena i va rebre en dot el comtat de Brussel·les (regió entre el Zenne i el Dijle). També va adquirir l'advocacia o protectorat de les abadies de Nivelles i Gembloux. Totes aquestes adquisicions van ser la base del poder dels seus descendents, que més tard es van convertir en ducs de Brabant. És possible que hagués reclamat el ducat de Baixa Lotaríngia després de la mort del seu cunyat Otó de Baixa Lotaríngia, però no hi ha res que ho certifiqui, i l'emperador de fet li va donar el ducat a la casa de Verdun.n Va donar suport al comte Balduí IV de Flandes el 1005 quan va capturar Valenciennes i es va oposar a l'emperador Enric II, però probablement va ser derrotat perquè se sap que va haver de confiar el seu fill com a ostatge.
El 1012, el duc Godofreu I de Baixa Lotaríngia va ser enviat per l'emperador per obligar-lo a l'obediència. Godofreu va assetjar Lovaina, però sense èxit. Es va barallar amb el príncep-bisbe del Principat de Lieja, i el va derrotar. El 1015, Godofreu novament va atacar i devastar el seu comtat. Al costat del seu nebot Renyer V de Mons, Lambert va lliurar baralla a Godofreu a Florennes, però va ser assassinat durant la batalla.

## Matrimoni i fills
Gerberga de Lotaríngia fou la seva única esposa, i amb ella va tenir:
- Enric I († 1038), comte de Lovaina
- Lambert II († després de 21 setembre de 1062), comte de Lovaina successor del seu germà gran
- Matilde o Mafalda, casada amb Eustaqui I, comte de Boulogne
- Renyer de Lovaina, es va casar amb una filla del segon matrimoni de Balduí IV de Flandes, és citat com a senyor d'Ename el 1033/1034 a l’Auctarium Affligemense. Va tenir tres fills (Enric, Renyer i Adela).